# Beruwala
Beruwala är en stad i Västprovinsen i Sri Lanka. Den hade 37 793 invånare år 2012.